# World Team Trophy 2015
World Team Trophy 2015 – 4. edycja zawodów drużynowych w łyżwiarstwie figurowym, które odbywały się od 16 do 19 kwietnia 2015 w hali Yoyogi National Gymnasium w Tokio.
W zawodach wzięło udział 6 reprezentacji, zaś w skład każdej z nich wchodziło: dwóch solistów, dwie solistki, jedna para sportowa i jedna para taneczna. Zwyciężyły Stany Zjednoczone, srebro zdobyła Rosja, zaś brąz Japonia.

## Medaliści
| Złoto | Srebro | Brąz |
| Stany Zjednoczone · Max Aaron · Jason Brown · Gracie Gold · Ashley Wagner · Alexa Scimeca / Chris Knierim · Madison Chock / Evan Bates | Rosja · Maksim Kowtun · Siergiej Woronow · Jelena Radionowa · Jelizawieta Tuktamyszewa · Yūko Kawaguchi / Aleksandr Smirnow · Jelena Iljinych / Rusłan Żyganszyn | Japonia · Yuzuru Hanyū · Takahito Mura · Satoko Miyahara · Kanako Murakami · Ami Koga / Francis Boudreau-Audet · Cathy Reed / Chris Reed |

## Składy reprezentacji
| Reprezentacja     | Soliści                        | Solistki                                  | Pary sportowe                      | Pary taneczne                           |
| ----------------- | ------------------------------ | ----------------------------------------- | ---------------------------------- | --------------------------------------- |
| Chiny             | Song Nan Yan Han               | Li Zijun Zhao Ziquan                      | Sui Wenjing / Han Cong             | Wang Shiyue / Liu Xinyu                 |
| Francja           | Florent Amodio Romain Ponsart  | Laurine Lecavelier Maé-Bérénice Méité     | Vanessa James / Morgan Ciprès      | Gabriella Papadakis / Guillaume Cizeron |
| Japonia           | Yuzuru Hanyū Takahito Mura     | Satoko Miyahara Kanako Murakami           | Ami Koga / Francis Boudreau-Audet  | Cathy Reed / Chris Reed                 |
| Kanada            | Nam Nguyen Jeremy Ten          | Alaine Chartrand Gabrielle Daleman        | Meagan Duhamel / Eric Radford      | Kaitlyn Weaver / Andrew Poje            |
| Rosja             | Maksim Kowtun Siergiej Woronow | Jelena Radionowa Jelizawieta Tuktamyszewa | Yūko Kawaguchi / Aleksandr Smirnow | Jelena Iljinych / Rusłan Żyganszyn      |
| Stany Zjednoczone | Max Aaron Jason Brown          | Gracie Gold Ashley Wagner                 | Alexa Scimeca / Chris Knierim      | Madison Chock / Evan Bates              |

## Wyniki

### Soliści
| Poz. | Zawodnik         | Reprezentacja     | Nota łączna | SP | SP    | Pts. | FS | FS     | Pts. |
| ---- | ---------------- | ----------------- | ----------- | -- | ----- | ---- | -- | ------ | ---- |
| 1    | Yuzuru Hanyū     | Japonia           | 288,58      | 1  | 96,27 | 12   | 1  | 192,31 | 12   |
| 2    | Jason Brown      | Stany Zjednoczone | 263,17      | 3  | 86,48 | 10   | 2  | 176,69 | 11   |
| 3    | Yan Han          | Chiny             | 250,27      | 2  | 87,13 | 11   | 4  | 163,14 | 9    |
| 4    | Takahito Mura    | Japonia           | 247,44      | 4  | 82,04 | 9    | 3  | 165,40 | 10   |
| 5    | Siergiej Woronow | Rosja             | 241,01      | 5  | 79,09 | 8    | 5  | 161,92 | 8    |
| 6    | Nam Nguyen       | Kanada            | 236,05      | 6  | 77,42 | 7    | 7  | 158,63 | 6    |
| 7    | Maksim Kowtun    | Rosja             | 233,74      | 8  | 74,83 | 5    | 6  | 158,91 | 7    |
| 8    | Max Aaron        | Stany Zjednoczone | 227,51      | 7  | 76,08 | 6    | 8  | 151,43 | 5    |
| 9    | Jeremy Ten       | Kanada            | 194,78      | 10 | 67,45 | 3    | 9  | 127,33 | 4    |
| 10   | Florent Amodio   | Francja           | 194,54      | 9  | 73,80 | 4    | 11 | 120,74 | 2    |
| 11   | Song Nan         | Chiny             | 187,42      | 12 | 62,43 | 1    | 10 | 124,99 | 3    |
| 12   | Romain Ponsart   | Francja           | 184,12      | 11 | 63,51 | 2    | 12 | 120,61 | 1    |

### Solistki
| Poz. | Zawodniczka              | Reprezentacja     | Nota łączna | SP | SP    | Pts. | FS | FS     | Pts. |
| ---- | ------------------------ | ----------------- | ----------- | -- | ----- | ---- | -- | ------ | ---- |
| 1    | Jelizawieta Tuktamyszewa | Rosja             | 205,14      | 2  | 70,93 | 11   | 1  | 134,21 | 12   |
| 2    | Jelena Radionowa         | Rosja             | 198,50      | 3  | 68,77 | 10   | 2  | 129,73 | 11   |
| 3    | Gracie Gold              | Stany Zjednoczone | 195,55      | 1  | 71,26 | 12   | 5  | 124,29 | 8    |
| 4    | Ashley Wagner            | Stany Zjednoczone | 191,51      | 4  | 64,55 | 9    | 4  | 126,96 | 9    |
| 5    | Satoko Miyahara          | Japonia           | 189,64      | 6  | 60,52 | 7    | 3  | 129,12 | 10   |
| 6    | Kanako Murakami          | Japonia           | 175,71      | 5  | 62,39 | 8    | 6  | 113,32 | 7    |
| 7    | Li Zijun                 | Chiny             | 162,50      | 7  | 58,83 | 6    | 7  | 103,67 | 6    |
| 8    | Gabrielle Daleman        | Kanada            | 156,46      | 8  | 57,59 | 5    | 8  | 98,87  | 5    |
| 9    | Laurine Lecavelier       | Francja           | 148,27      | 10 | 52,84 | 3    | 9  | 95,43  | 4    |
| 10   | Maé-Bérénice Méité       | Francja           | 142,83      | 11 | 52,06 | 2    | 10 | 90,77  | 3    |
| 11   | Alaine Chartrand         | Kanada            | 136,54      | 9  | 54,64 | 4    | 11 | 81,90  | 2    |
| 12   | Zhao Ziquan              | Chiny             | 120,89      | 12 | 44,92 | 1    | 12 | 75,97  | 1    |

### Pary sportowe
| Poz. | Zawodnicy                          | Reprezentacja     | Nota łączna | SP | SP    | Pts. | FS | FS     | Pts. |
| ---- | ---------------------------------- | ----------------- | ----------- | -- | ----- | ---- | -- | ------ | ---- |
| 1    | Sui Wenjing / Han Cong             | Chiny             | 210,93      | 1  | 71,20 | 12   | 2  | 139,73 | 11   |
| 2    | Meagan Duhamel / Eric Radford      | Kanada            | 209,38      | 2  | 68,68 | 11   | 1  | 140,70 | 12   |
| 3    | Yūko Kawaguchi / Aleksandr Smirnow | Rosja             | 194,04      | 3  | 66,97 | 10   | 4  | 127,07 | 9    |
| 4    | Alexa Scimeca / Chris Knierim      | Stany Zjednoczone | 192,09      | 4  | 64,22 | 9    | 3  | 127,87 | 10   |
| 5    | Vanessa James / Morgan Ciprès      | Francja           | 167,97      | 5  | 58,66 | 8    | 5  | 109,31 | 8    |
| 6    | Ami Koga / Francis Boudreau-Audet  | Japonia           | 135,29      | 6  | 46,87 | 7    | 6  | 88,42  | 7    |

### Pary taneczne
| Poz. | Zawodnicy                               | Reprezentacja     | Nota łączna | SD | SD    | Pts. | FD | FD     | Pts. |
| ---- | --------------------------------------- | ----------------- | ----------- | -- | ----- | ---- | -- | ------ | ---- |
| 1    | Kaitlyn Weaver / Andrew Poje            | Kanada            | 182,93      | 1  | 73,14 | 12   | 2  | 109,79 | 11   |
| 2    | Gabriella Papadakis / Guillaume Cizeron | Francja           | 181,92      | 3  | 70,86 | 10   | 1  | 111,06 | 12   |
| 3    | Madison Chock / Evan Bates              | Stany Zjednoczone | 174,41      | 2  | 72,17 | 11   | 3  | 102,24 | 10   |
| 4    | Jelena Iljinych / Rusłan Żyganszyn      | Rosja             | 158,19      | 4  | 63,09 | 9    | 4  | 95,10  | 9    |
| 5    | Wang Shiyue / Liu Xinyu                 | Chiny             | 142,31      | 5  | 55,32 | 8    | 5  | 86,99  | 8    |
| 6    | Cathy Reed / Chris Reed                 | Japonia           | 123,23      | 6  | 49,99 | 7    | 6  | 73,24  | 7    |

### Klasyfikacja końcowa
| Poz. | Reprezentacja     | Soliści | Soliści | Solistki | Solistki | Pary sportowe | Pary sportowe | Pary taneczne | Pary taneczne | Pts. |
| Poz. | Reprezentacja     | SP      | FS      | SP       | FS       | SP            | FS            | SD            | FD            | Pts. |
| ---- | ----------------- | ------- | ------- | -------- | -------- | ------------- | ------------- | ------------- | ------------- | ---- |
| 1    | Stany Zjednoczone | 16      | 16      | 21       | 17       | 9             | 10            | 11            | 10            | 110  |
| 2    | Rosja             | 13      | 15      | 21       | 23       | 10            | 9             | 9             | 9             | 109  |
| 3    | Japonia           | 21      | 22      | 15       | 17       | 7             | 7             | 7             | 7             | 103  |
| 4    | Kanada            | 10      | 10      | 9        | 7        | 11            | 12            | 12            | 11            | 82   |
| 5    | Chiny             | 12      | 12      | 7        | 7        | 12            | 11            | 8             | 8             | 77   |
| 6    | Francja           | 6       | 3       | 5        | 7        | 8             | 8             | 10            | 12            | 59   |